# Мамаду Думбія (футболіст, 2006)
Мамаду́ Думбія́ (фр. Mamadou Doumbia; нар. 18 лютого 2005, Бамако) — малійський футболіст, нападник англійського клубу «Вотфорд» і збірної Малі.

## Клубна кар'єра
Вихованець футбольної академії малійського клубу «Блек Старз». В лютому 2024 року було оголошено про угоду, згідно з якою 1 липня 2024 року гравець перейшов в англійський клуб Чемпіоншипу «Вотфорд», підписавши п'ятирічний контракт. 13 серпня 2024 року дебютував за «Вотфорд» в матчі Кубка ліги проти клубу «Мілтон-Кінз Донз», вийшовши на заміну Милеті Райовичу. 22 жовтня в поєдинку проти клубу «Лідс Юнайтед» дебютував у Чемпіоншипі, замінивши Квадво Баа.
5 квітня 2025 року в матчі Чемпіоншипу проти «Бристоль Сіті» забив свій перший гол у профсіональній кар'єрі.

## Кар'єра в збірній
Виступав за збірну Малі до 17 років, в складі якої навесні 2023 року брав участь в юнацькому Кубку африканських націй в Алжирі. На турнірі забив 4 голи в 5 поєдинках, а малійці фінішували 4-ми, поступившись у матчі за 3-тє місце одноліткам з Буркіна-Фасо. Окрім цього увійшов до символічної збірної турніру. В листопаді того ж року потрапив в заявку на юнацький чемпіонат світу, що проходив в Індонезії. На мундіалі провів 4 матчі, в яких забив 4 м'ячі, в тому числі хет-трик проти збірної Узбекистану та гол у матчі за 3-тє місце у ворота збірної Аргентини.
15 березня 2024 року вперше викликаний до збірної Малі для участі в товариських матчах проти збірних Мавританії та Нігерії. 26 березня в поєдинку з Нігерією дебютував за збірну Малі, вийшовши на заміну Каморі Думбія. 19 листопада 2024 року в поєдинку кваліфікації Кубка африканських націй 2025 проти збірної Есватіні забив свій перший гол за збірну Малі.

## Статистика виступів

### Клубна статистика
Станом на 26 квітня 2025
| Клуб              | Сезон             | Чемпіонат         | Чемпіонат | Чемпіонат | Кубок | Кубок | Кубок ліги | Кубок ліги | Інші  | Інші | Всього | Всього |
| Клуб              | Сезон             | Дивізіон          | Матчі     | Голи      | Матчі | Голи  | Матчі      | Голи       | Матчі | Голи | Матчі  | Голи   |
| ----------------- | ----------------- | ----------------- | --------- | --------- | ----- | ----- | ---------- | ---------- | ----- | ---- | ------ | ------ |
| Вотфорд           | 2024–25           | Чемпіоншип        | 18        | 2         | 1     | 0     | 2          | 0          | 0     | 0    | 21     | 2      |
| Всього за кар'єру | Всього за кар'єру | Всього за кар'єру | 18        | 2         | 1     | 0     | 2          | 0          | 0     | 0    | 21     | 2      |

### Міжнародна статистика
Станом на 19 листопада 2024 
| Збірна            | Сезон             | Товариські | Товариські | Офіційні | Офіційні | Всього | Всього |
| Збірна            | Сезон             | Матчі      | Голи       | Матчі    | Голи     | Матчі  | Голи   |
| ----------------- | ----------------- | ---------- | ---------- | -------- | -------- | ------ | ------ |
| Малі              |                   |            |            |          |          |        |        |
| 2024              | 1                 | 0          | 3          | 1        | 4        | 1      |        |
| Всього за кар'єру | Всього за кар'єру | 1          | 0          | 3        | 1        | 4      | 1      |

### Матчі за збірну
Станом на 19 листопада 2024 
| Матчі Мамаду Думбія за збірну Малі | Матчі Мамаду Думбія за збірну Малі | Матчі Мамаду Думбія за збірну Малі | Матчі Мамаду Думбія за збірну Малі | Матчі Мамаду Думбія за збірну Малі | Матчі Мамаду Думбія за збірну Малі | Матчі Мамаду Думбія за збірну Малі | Матчі Мамаду Думбія за збірну Малі |
| №                                  | Дата                               | Суперник                           | Рахунок                            | Голи                               | Картки                             | Хвилини                            | Змагання                           |
| ---------------------------------- | ---------------------------------- | ---------------------------------- | ---------------------------------- | ---------------------------------- | ---------------------------------- | ---------------------------------- | ---------------------------------- |
| 1                                  | 26 березня 2024                    | Нігерія                            | 2–0                                |                                    |                                    | 1'                                 | Товариський матч                   |
| 2                                  | 6 вересня 2024                     | Мозамбік                           | 1–1                                |                                    |                                    | 1'                                 | Відбіркові матчі КАН-2025          |
| 3                                  | 10 вересня 2024                    | Есватіні                           | 1–0                                |                                    |                                    | 66'                                | Відбіркові матчі КАН-2025          |
| 4                                  | 19 листопада 2024                  | Есватіні                           | 6–0                                | 1                                  |                                    | 17'                                | Відбіркові матчі КАН-2025          |

Всього: 4 матчі / 1 гол; 3 перемоги, 1 нічия, 0 поразок.

## Досягнення
Збірна Малі (до 17)
- Бронзовий призер юнацького чемпіонату світу (до 17 років): 2023[22]

Особисті досягнення
- Символічна збірна юнацького Кубка африканських націй: 2023[23]